# Luigi (Computerspielfigur)

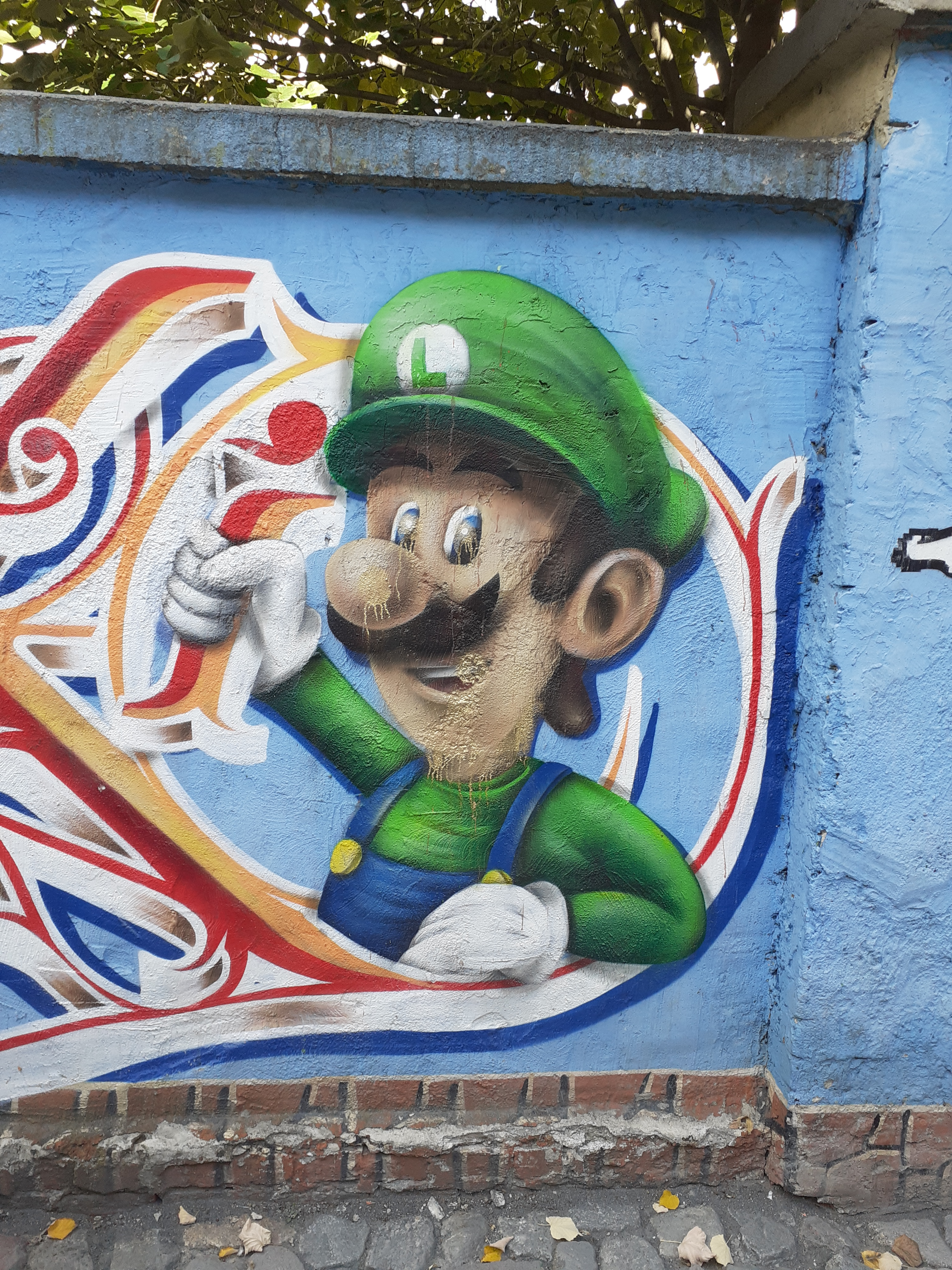

Luigi (jap. ルイージ, Ruīji; [ɾɯ.iː.ʑi]) ist eine Figur aus den Videospielen der Super-Mario-Reihe. Er ist der jüngere Zwillingsbruder von Nintendos Maskottchen Mario und gilt nach diesem als zweitbekanntester Charakter der Reihe.

## Entstehung
Während der Entwicklung des Spieles Donkey Kong wurde der japanische Spieleentwickler und Schöpfer der Super-Mario-Reihe Shigeru Miyamoto vom Spiel Joust dazu inspiriert, einen Mehrspielermodus für die Super-Mario-Spiele zu produzieren. Schließlich entwickelte er 1983 das Jump ’n’ Run Mario Bros., in dem Luigi erstmals auftrat und ein spielbarer Charakter war. Der Name „Luigi“ stammt von einer Pizzeria namens Mario and Luigi’s, die sich in der Nähe der Hauptgeschäftsstelle von Nintendo of America befand. Sein Synchronsprecher war bis 2022 Charles Martinet, seit 2023 ist es Kevin Afghani.

## Aussehen und Charakter

Luigis Emblem, das er auf seiner Mütze trägt

Luigi ist größer und schlanker als Mario. Wie auch sein Bruder ist Luigi Installateur und trägt eine blaue Latzhose zu seinem grünen Pullover und grüner Mütze mit einem „L“ darauf. Er ist ängstlich und schreckhaft. Dennoch überwindet er in den Spielen immer wieder seine Ängste und hilft seinem Bruder bei dessen Abenteuern. Außerdem springt er in den meisten Spielen höher und weiter als Mario, rutscht jedoch nach einem Sprint noch etwas auf dem Boden, bevor er stehenbleibt.

## Auftritte

Logo von Super Mario Bros.

Luigi hatte seinen ersten Auftritt in Mario Bros. In diesem Spiel traten Mario und Luigi erstmals ihren neuen Beruf als Klempner an. Sie arbeiteten dort im New Yorker Kanalsystem, in dem sie vielen monströsen Lebewesen begegneten, welche es zu beseitigen galt. Einige Zeit nach den Ereignissen von Super Mario Bros. wurden im Nachfolgetitel Super Mario Bros.: The Lost Levels die Prinzessin und die Mushroom Retainer erneut von Bowser entführt. Luigi und Mario machten sich daraufhin ein weiteres Mal zu deren Rettung auf. Später hatte Luigi weitere Auftritte in Super Mario Bros. 2, Super Mario Bros. 3, Super Mario World, New Super Mario Bros., New Super Mario Bros. Wii, New Super Mario Bros. 2 und New Super Mario Bros. U.
Im Jahr 1992 bekam Luigi sein erstes eigenes Spiel, Mario Is Missing!, in dem er seinen Bruder Mario aus dem Schloss seines großen Erzfeindes Bowser befreien musste.
Im Jahr 2002 kam der erste Teil der Spielereihe Luigi’s Mansion für den Nintendo GameCube heraus. Es war das zweite Spiel mit Luigi in der Hauptrolle. Er erhielt den „Schreckweg 08/16“, mit dem er eine von Geistern heimgesuchte Villa befreien sollte. 2013 erschien mit Luigi’s Mansion 2 ein Nachfolger. Der dritte Teil Luigi’s Mansion 3 kam 2019 auf den Markt.
Auch in den Spielereihen Mario Kart, Super Smash Bros., Mario Tennis und Mario Smash Football hat Luigi regelmäßige Auftritte.

## Jahr des Luigi
Am 19. März 2013 begann das von Nintendo genannte Jahr des Luigi, um Luigis 30. Geburtstag zu zelebrieren. In diesem Jahr erschienen einige Spiele, in denen Luigi die Haupt- oder zumindest eine Nebenrolle einnimmt, wie z. B. Luigi’s Mansion 2, Dr. Luigi, Mario & Luigi: Dream Team Bros. und New Super Luigi U. Im Club Nintendo stand eine Statue von Luigi als Prämie zur Verfügung. Am 19. März 2014 endete das Jahr des Luigi.